# Pseudomicrocentria
Pseudomicrocèntria és un gènere d'aranyes araneomorfes de la subfamília Erigoninae, dins de la família Linyphiidae. Es pot trobar a l'Àfrica subsahariana i al sud-est d'Àsia.
Fou descrit per primera vegada per F. Miller l'any 1970.

## Llista d'espècies
Segons The World Spider Catalog 12.0:
- Pseudomicrocentria minutissima Miller, 1970 (Espècie tipus) –  Àfrica (Oest, Centre i Sud)
- Pseudomicrocentria simplex Locket, 1982 – Malàisia
- Pseudomicrocentria uncata Tanasevitch, 2020 – Malàisia (Borneo)